# Min Kyaw Khant
Min Kyaw Khant (birmanisch မင်းကျော်ခန့်; * 28. Juni 1995 in Rangun) ist ein myanmarischer Fußballspieler.

## Karriere

### Verein
Min Kyaw Khant steht seit 2017 bei Yangon United unter Vertrag. Der Verein aus Rangun spielt in der ersten Liga des Landes, der Myanmar National League. 2018 wurde er mit Yangon myanmarischer Fußballmeister. Im gleichen Jahr gewann er mit dem Verein den MFF Charity Cup. Das Spiel gegen Shan United gewann man im Elfmeterschießen. Den General Aung San Shield gewann er 2019. Das Finale gegen Shan United gewann man mit 4:3 nach Verlängerung.

### Nationalmannschaft
Min Kyaw Khant spielte 2018 zweimal für die myanmarische U23-Nationalmannschaft. Seit 2018 spielt er auch für die A-Nationalmannschaft. Sein Debüt in der Nationalmannschaft gab er am 26. Mai 2018 in einen Freundschaftsspiel gegen China.

## Erfolge
Yangon United
- Myanmar National League: 2018
- MFF Charity Cup: 2018
- General Aung San Shield: 2019